# Ypthima uniformis
Ypthima uniformis är en fjärilsart som beskrevs av Max Bartel 1905. Ypthima uniformis ingår i släktet Ypthima och familjen praktfjärilar. Inga underarter finns listade i Catalogue of Life.